# Heinrich Böckelühr

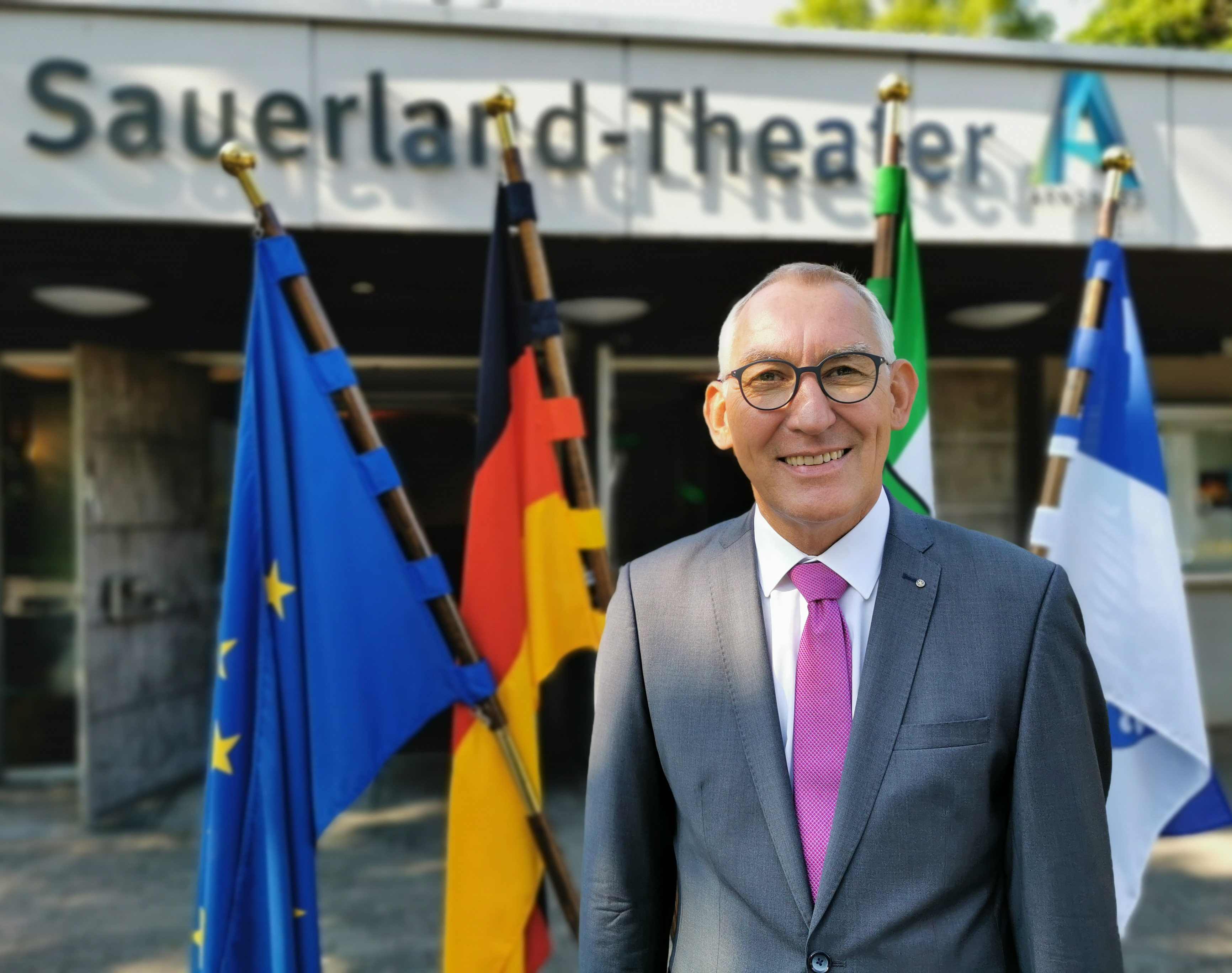
Heinrich Böckelühr (2022)

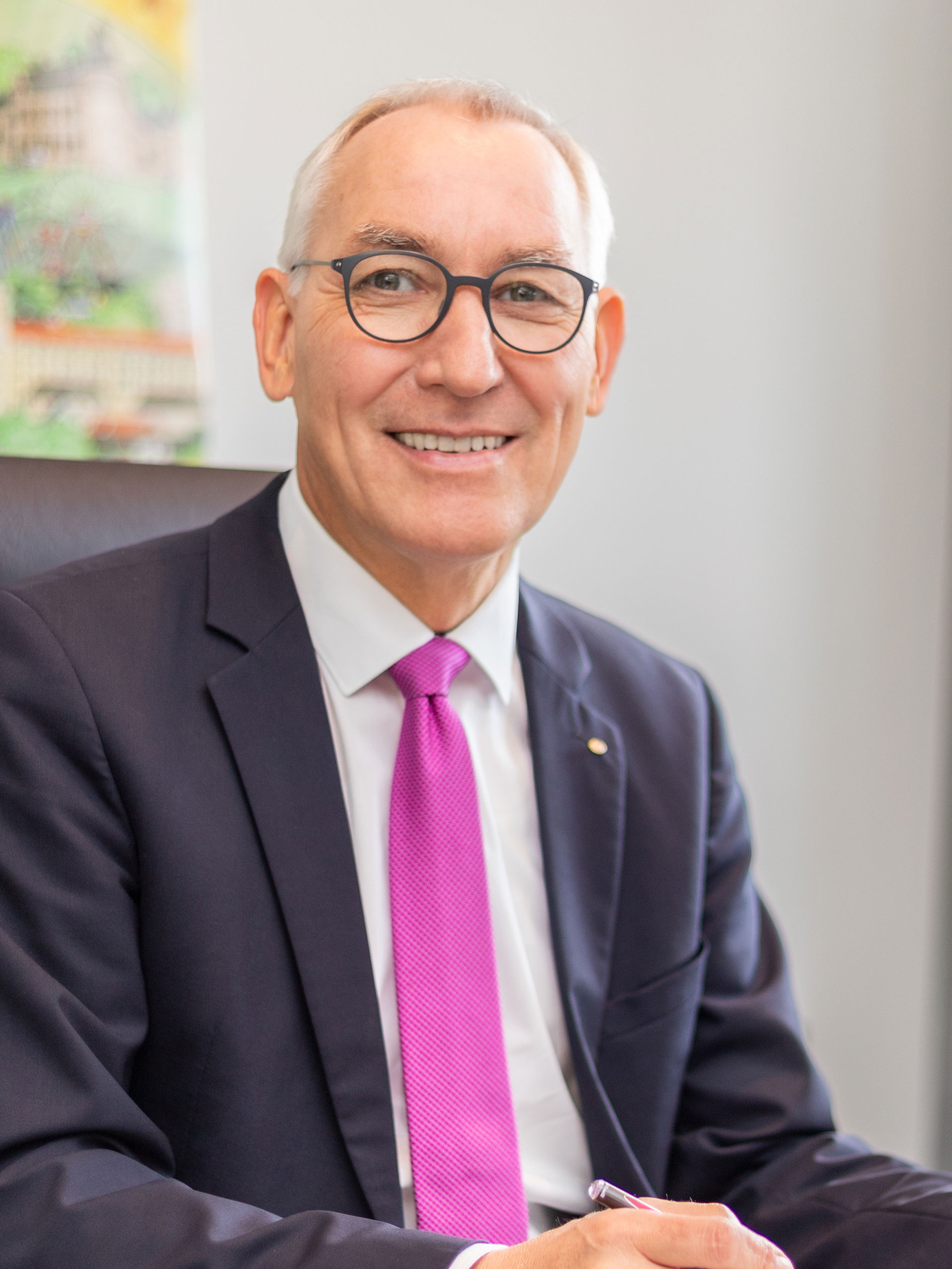
Heinrich Böckelühr

Heinrich Böckelühr (* 7. Dezember 1961 in Schwerte) ist ein deutscher Politiker (CDU) und Verwaltungsbeamter. Von 1999 bis 2017 war er hauptamtlicher Bürgermeister der Stadt Schwerte im Kreis Unna in Nordrhein-Westfalen. Von 2017 bis 2022 war er Präsident der Gemeindeprüfungsanstalt NRW mit Sitz in Herne. Seit September 2022 ist er Regierungspräsident des Regierungsbezirks Arnsberg.

## Leben
Heinrich Böckelühr wuchs zusammen mit zwei Schwestern auf dem elterlichen Gutshof im Schwerter Stadtteil Ergste auf. Nach dem Abschluss der Mittleren Reife an der Realschule am Bohlgarten in Schwerte wechselte Böckelühr im Jahr 1979 auf das Friedrich-Bährens-Gymnasium Schwerte, wo er 1982 das Abitur ablegte. Anschließend leistete er seinen Wehrdienst als Soldat auf Zeit beim Heeresfliegerkommando I in Münster/Westfalen ab.
An der Ruhr-Universität Bochum studierte Heinrich Böckelühr Rechtswissenschaften, bevor er 1998 sein Rechtsreferendariat im Landgerichtsbezirk Hagen mit dem zweiten juristischen Staatsexamen abschloss. Im Sommersemester 1996 absolvierte er ein Graduiertenstudium an der Deutschen Hochschule für Verwaltungswissenschaften in Speyer. Während seines Studiums war Heinrich Böckelühr von Oktober 1990 bis April 1997 Mitarbeiter des Landtagsabgeordneten Peter Bensmann (Unna). Nach seiner Zulassung zur Rechtsanwaltschaft am 12. März 1998 arbeitete Heinrich Böckelühr zunächst als selbstständiger Rechtsanwalt in Iserlohn.
Die Landesregierung NRW hat Heinrich Böckelühr mit Urkunde vom 3. Oktober 2017 für die Dauer von acht Jahren zum Präsidenten der Gemeindeprüfungsanstalt NRW ernannt. Dieses Amt legte er Ende August 2022 nieder, um zum 1. September 2022 das Amt des Regierungspräsidenten des Regierungsbezirks Arnsberg anzutreten.

## Politische Laufbahn
Bereits als Schüler hat sich Heinrich Böckelühr politisch betätigt. So war er von 1976 bis 1979 Mitglied der Schülervertretung (SV) der Realschule am Bohlgarten, davon zwei Jahre (1977–1979) Schülersprecher. Am Friedrich-Bährens-Gymnasium war er von 1979 bis 1982 Jahrgangsstufensprecher und stellvertretender Schülersprecher. Im Oktober 1976 trat Böckelühr in die Schüler-Union (SU) ein, eine der CDU nahestehende politische Jugendorganisation. In den Jahren 1981 und 1982 war er stellvertretender Landesvorsitzender der Schüler-Union Westfalen-Lippe und Mitglied des Bundesvorstandes dieses Verbandes.
Heinrich Böckelühr trat 1977 in die Junge Union (JU) und 1978 in die CDU ein, für die er in verschiedenen Ämtern aktiv war und ist. Von 1989 bis 1998 war er Mitglied des Bundesvorstandes der Jungen Union Deutschlands, davon vier Jahre als Bundesschatzmeister. Seit November 2010 ist er Mitglied des Landesvorstandes der CDU Nordrhein-Westfalen.
Vom 18. Mai 1988 bis 30. September 1999 war Heinrich Böckelühr Mitglied des Rates der Stadt Schwerte. Zwischen 1989 und 1999 ebenfalls Vorsitzender des Jugendhilfeausschusses der Stadt Schwerte und stellvertretender Vorsitzender der CDU-Ratsfraktion. Seit dem 1. Oktober 1999 war Böckelühr direkt gewählter hauptamtlicher Bürgermeister der Stadt Schwerte. Bei der ersten Direktwahl eines Schwerter Bürgermeisters überhaupt erhielt keiner der Kandidaten bei der Kommunalwahl 1999 im ersten Wahlgang die absolute Mehrheit. In der Stichwahl am 26. September 1999 setzte sich Heinrich Böckelühr mit 54,98 % gegen seinen Mitbewerber von der SPD durch. Bei seiner Wiederwahl im Jahr 2004 erhielt er 51,44 % der Stimmen. Bei der Kommunalwahl im Jahr 2009 erhielt er 51,2 % der Stimmen. Bei der Kommunalwahl am 25. Mai 2014 wurde Böckelühr mit 51,09 % erneut im Amt bestätigt. Zum 15. Oktober 2017 legte er das Amt nieder.
Heinrich Böckelühr war stellvertretendes Mitglied im Präsidium des Städte- und Gemeindebundes NRW sowie von 2000 bis 2017 Landesschatzmeister der Kommunalpolitischen Vereinigung (KPV) der CDU in Nordrhein-Westfalen. Von Dezember 1999 bis Oktober 2017 war er ebenfalls Mitglied im Bundeshauptausschuss der KPV Deutschlands.
Am 20. Januar 2020 wurde Böckelühr zum Ehrenbürgermeister der Stadt Schwerte ernannt.
Am 1. September 2022 wurde Böckelühr zum Regierungspräsidenten des Regierungsbezirks Arnsberg ernannt. Er folgte Hans-Josef Vogel nach.
Landesweit Beachtung fand Heinrich Böckelühr, als er 2015 als Bürgermeister der Ruhrgebietsstadt Schwerte an den umstrittenen Plänen festhielt, auf dem Gelände einer ehemaligen Außenstelle des KZ Buchenwalds 21 Flüchtlinge unterzubringen. Allerdings handelte es sich bei dem Gebäude einer ehemaligen Wachbaracke des Lageraufsehers außerhalb der Werksmauern um einen Neubau, der nach dem Krieg auf dem Fundament der ehemaligen Baracken errichtet wurde.

## Gesellschaftliches Engagement
Böckelühr leitete den Deutsche Rote Kreuz Ortsverein Schwerte e. V. von Juni 2000 bis Dezember 2022 als Vorsitzender. Seit Anerkennung der Hans-Hache-Stiftung durch die Stiftungsaufsicht der Bezirksregierung Arnsberg mit Urkunde vom 6. Mai 2004, war er deren Vorstandsvorsitzender bis zu seiner Ernennung zum Regierungspräsidenten. Die Hans-Hache-Stiftung fördert und unterstützt behinderte Kinder bis zum 18. Lebensjahr, die in der Stadt Schwerte geboren wurden oder dort wohnen.

## Privates
Heinrich Böckelühr ist verheiratet, hat zwei Töchter und lebt in Schwerte.